# Fama-French-Dreifaktorenmodell
Das von Eugene Fama und Kenneth French entwickelte Fama-French-Dreifaktorenmodell ist ein Modell der modernen betriebswirtschaftlichen Finanzwissenschaft, das Aktienrenditen erklärt. Es kann als Erweiterung des Capital Asset Pricing Models angesehen werden. Die drei Faktoren sind (1) Marktrisiko, (2) die Überrendite von kleinen gegenüber großen Firmen und (3) die Überrendite von Firmen mit geringem KBV gegenüber Firmen mit hohem KBV.

## Übersicht
Das traditionelle Capital Asset Pricing Model (CAPM) nutzt nur eine aktienspezifische Variable, Beta, um die Rendite eines Portfolios oder einer Aktie mit der Marktrendite zu erklären. Das Fama-French-Dreifaktorenmodell nutzt im Gegensatz dazu drei Variablen. Fama und French stellten zunächst fest, dass Aktien mit zwei gewissen Eigenschaften besser als der Gesamtmarkt abschnitten: (i) Aktien mit kleiner Marktkapitalisierung und (ii) Aktien mit einem niedrigen Kurs-Buchwert-Verhältnis, auch Valueaktien genannt (siehe auch Value Investing). Deshalb erweiterten sie das CAPM um zwei Faktoren, die das Risiko der Aktien bezüglich der genannten Eigenschaften reflektieren:
{\displaystyle r=R_{f}+\beta _{3}(R_{m}-R_{f})+b_{s}\cdot {\mathit {SMB}}+b_{v}\cdot {\mathit {HML}}+\alpha }
Dabei ist {\displaystyle r} die Portfolio- oder Aktienrendite, {\displaystyle R_{f}} der risikofreie Zinssatz und {\displaystyle R_{m}} die Rendite des Gesamtmarktes. Das „Dreifaktoren-{\displaystyle \beta }“ ist ähnlich dem klassischen {\displaystyle \beta } aber nicht identisch, da die beiden zusätzlichen Faktoren ebenfalls einen Erklärungsbeitrag liefern. {\displaystyle {\mathit {SMB}}} steht für „small (Marktkapitalisierung) minus big“ und {\displaystyle {\mathit {HML}}} für „high (Buch-Marktwert-Verhältnis) minus low“; sie messen die Renditedifferenz zwischen kleinen und großen Aktien und zwischen Value- und Growthaktien. Diese Faktoren werden mit Hilfe von Portfolios berechnet, denen Aktien aufgrund ihrer Marktkapitalisierung und ihres Buch-Marktwert-Verhältnisses zugeordnet wurden. Historische Zeitreihen für den US-amerikanischen Aktienmarkt sind auf der Internetseite von Kenneth French verfügbar.
{\displaystyle \alpha } bezeichnet die unerklärte Differenz und kann als aktive Rendite (bzw. Management-Einfluss) bezeichnet werden. Die aktive Rendite ergibt sich aus der Differenz zwischen der Portfolio-Rendite und einer Benchmark-Rendite. Die Benchmark-Rendite kann hierbei beispielsweise der risikofreie Zinssatz sein. Ist {\displaystyle \alpha >0} bedeutet dies, dass ein Fondsmanager über die beschriebenen Risikofaktoren hinaus Wert generiert hat. Ein {\displaystyle \alpha =0} besagt, dass der Einfluss der Risikofaktoren exakt erfasst wurde und dass das Trading-Verhalten des Managers keinen Einfluss auf die Rendite hatte (Annahme: effizienter Markt, siehe Markteffizienzhypothese). Das Dreifaktorenmodell kann somit auch dazu verwendet werden, die Effektivität eines Fondsmanagers zu beschreiben.
Nachdem {\displaystyle {\mathit {SMB}}} und {\displaystyle {\mathit {HML}}} vorliegen, werden die zugehörigen Koeffizienten {\displaystyle b_{s}} und {\displaystyle b_{v}} mittels einer linearen Regression geschätzt und können sowohl positive als auch negative Werte annehmen. Für den amerikanischen Aktienmarkt erklärt das Fama-French-Dreifaktorenmodell mehr als 90 % der Varianz der Portfoliorenditen, wohingegen das CAPM im Durchschnitt nur 70 % erklären kann.
Griffin zeigt, dass die Fama-French-Faktoren länderspezifisch sind und schildert, dass die lokalen Faktoren besser die zeitliche Varianz der Aktienrenditen erklären können als globale Faktoren. Eugene Fama und Kenneth French verglichen Multifaktormodelle mit globalen und lokalen Risikofaktoren für vier Regionen (Nordamerika, Europa, Japan und Asien/Pazifik) und folgerten, dass lokale Risikofaktoren besser regionale Portfolios als globale Risikofaktoren bepreisen. Zeitreihen für die USA, globale und regionale (Nordamerika, Europa, Japan, Asien ohne Japan) Aktienmärkte sind verfügbar. Für einzelne Länder bieten Forscher unter anderem für Großbritannien und die Schweiz Faktorzeitreihen an. Für Deutschland bieten derzeit mehrere Institutionen aktuelle Fama-French-Faktoren kostenfrei an:
- Artmann/Finter/Kempf/Koch/Theissen (2012), CFR Köln
- Brückner/Lehmann/Schmidt/Stehle (2014), HU Berlin
- Hanauer/Kaserer/Rapp (2013), TU München
- Schmidt/Schrimpf/von Arx/Wagner/Ziegler (2011), Universität Zürich
- Marmi/Poma, Scuola Normale Superiore di Pisa
- Frazzini, AQR Capital Management

Wobei die letzteren drei Anbieter Datensätze für mehrere Länder offerieren. Die genannten Zeitreihen werden von Brückner/Lehmann/Schmidt/Stehle (2014) für den deutschen Markt verglichen. Sie zeigen, dass Vorsicht beim Einsatz der Faktoren geboten ist und dass unter Umständen je nach verwendetem Datensatz unterschiedliche Ergebnisse erzielt werden.

## Erweiterungen des Dreifaktorenmodells
Das Fama-French-Dreifaktorenmodell wurde im Laufe der Jahre bereits mehrfach erweitert. Das Vierfaktorenmodell von Mark Carhart (1997) erweitert das ursprüngliche Modell um einen zusätzlichen Momentum-Faktor, kurz {\displaystyle {\mathit {MOM}}}, welcher in Vorjahresgewinner investiert und Vorjahresverlierer leerverkauft.
Das 2003 veröffentlichte Fünffaktorenmodell von Lubos Pastor und Robert F. Stambaugh ergänzt darüber hinaus einen Liquiditätsfaktor, kurz {\displaystyle {\mathit {LIQ}}} (siehe auch Liquidität) als weiteren Risikofaktor. Dieser besagt, dass illiquide Aktien dem Investor ein zusätzliches Risiko-Premium bieten müssen. Beide Erweiterungen trugen dazu bei, die unerklärte Differenz (alpha) zu minimieren.
Auch Fama und French haben 2015 ein Fünffaktorenmodell vorgelegt. Die 5 Faktoren sind: (1) Marktrisiko, (2) Unternehmensgröße, (3) Value, (4) Profitabilität und (5) Investment patterns. Mit diesem Modell lassen sich zwischen 71 % und 94 % der Varianz von Renditen zwischen 2 diversifizierten Portfolios erklären. Das Fünffaktorenmodell hat damit eine höhere Erklärungskraft als das Dreifaktorenmodell in Bezug auf die genannten Faktorportfolien.

## Kritik
Existenz und Einfluss der Faktoren kann nicht in kontrollierten Zufallsexperimenten getestet werden, da nur historische Daten analysiert werden. Die vergangenen Daten könnten von Bedingungen beeinflusst worden sein, die nicht weiterhin gelten.